# Vandal (film)
Pour les articles homonymes, voir Vandal.
Pour plus de détails, voir Fiche technique et Distribution.
Vandal est un film franco-belge réalisé par Hélier Cisterne et sorti en 2013.

## Synopsis
Lorsque ses parents divorcent, Chérif connait une relation compliquée avec sa mère, qui l'envoi chez sa tante et son oncle à Strasbourg. Là-bas il accepte en travail de maçonnerie dans lequel il revoit son père qu'il n'a pas vu depuis le divorce. Une nuit, son cousin Thomas l'invite à le suivre dans les rues.

## Fiche technique
- Titre : Vandal
- Réalisation : Hélier Cisterne
- Scénario : Hélier Cisterne, Gilles Taurand et Katell Quillévéré, avec la collaboration de Nicolas Journet, sur une idée originale d'Hélier Cisterne et Nicolas Journet
- Photographie : Hichame Alaouie
- Montage : Thomas Marchand
- Musique : Ulysse Klotz
- Décors : Anna Falguères
- Production : Justin Taurand
- Sociétés de production : Les Films du Bélier, en coproduction avec Tarantula, Rhône-Alpes Cinéma et Hérodiade, en association avec Cinémage 7
- Société de distribution : Pyramide Distribution
- Pays de production :  France -  Belgique
- Langue originale : français (et quelques dialogues en arabe)
- Format : couleur
- Durée : 84 minutes
- Dates de sortie :
  - Belgique : 2 octobre 2013 (Festival de Namur)
  - France : 9 octobre 2013

## Distribution
- Zinédine Benchenine : Chérif
- Marina Foïs : Hélène, la mère de Chérif
- Jean-Marc Barr : Paul, l'oncle de Chérif (mari d'Hélène)
- Ramzy Bedia : Farid, le père de Chérif
- Brigitte Sy : Christine, tante de Chérif (sœur d'Hélène)
- Émile Berling : Thomas, le cousin de Chérif (fils de Paul et Hélène)
- Chloé Lecerf : Élodie
- Kévin Azaïs : Johan
- Corinne Masiero : la juge
- Isabelle Sadoyan : la grand-mère
- Sophie Cattani : Laure

## Tournage
Le film a été partiellement tourné sur le site de la Madeleine (durant six semaines) à Bourg-en-Bresse dans l'Ain, en 2012. Préalablement, le tournage s'est déroulé en Alsace.

## Distinctions

### Récompenses
- Prix Louis-Delluc 2013 : meilleur premier film.
- Prix de la critique américaine (LAFCA) au Festival CoLCoA de Los Angeles 2014.
- Prix du Jury junior Festival international du film francophone de Namur 2013.
- Mention spéciale du prix œcuménique au Festival international du film pour les enfants et la jeunesse de Zlín 2014.
- Lauréat de la catégorie long-métrage au Festival du film rhônalpin de Sain-Bel 2015.
- Mention Spéciale au Festival de Moulins

### Sélections
- Festival du film de Turin 2013 : sélection officielle.
- Festival international du film francophone de Namur 2013 : compétition officielle.
- Festival COLCOA - French Film Festival - Los Angeles 2014.
- Festival du film du soleil de minuit - Sodankylä (Finlande) 2014.
- Panorama du Cinéma Français en Chine - 2014.
- My French Film Festival - Unifrance festival en ligne - 2014.
- Festival international du film pour les enfants et la jeunesse de Zlín 2014 : en compétition officielle pour le Golden Slipper et pour le prix du jury enfants.
- Festival Jean-Carmet - Moulins 2013.